# Lac Wonder
Pour les articles homonymes, voir Wonder.
Le lac Wonder, connu également sous le nom de Deenaalee Bene’, est un lac situé dans le Parc national et réserve de Denali, dans l’État de l’Alaska, aux États-Unis.